# Luis Arias Argüelles-Meres
Luis Arias Argüelles-Meres (Láneo, Salas, Asturias, 16 de febrero de 1957 - Láneo, Salas, 20 de enero de 2021) fue un escritor y profesor español.

## Vida
Fue agregado de IB de Lengua y Literatura, con plaza definitiva en el IES “César Rodríguez” de Grado (Asturias). En 1992, concluyó el trabajo de investigación del Tercer Ciclo sobre La Obra Narrativa de Azaña. 
Obtuvo el doctorado bajo la dirección de Fernández Insuela, profesor titular de literatura de la Universidad de Oviedo, y preparó la tesis doctoral sobre "Manuel Azaña y la Literatura: Crítica y Creación Literaria".
Era el representante de la Junta General del Principado de Asturias en el RIDEA.
De fuertes convicciones republicanas, mantuvo siempre su independencia no militando en ningún partido político a lo largo de su trayectoria.

## Publicaciones conjuntas
- 1993 - Edwards, un hombre fascinado, capítulo perteneciente al libro, Encuentros de Literatura Hispanoamericana. Oviedo.
- 1996 - Biografía de Adolfo Posada. Colección Asturianos Universales. Tomo IV. Ediciones Páramo. Madrid.
- 1997 - Biografía de Armando Palacio Valdés. Colección Asturianos Universales. Tomo I. Madrid.
- 2004 - Autor de las Voces Primera y Segunda República en la Gran Enciclopedia de España.
- 2005 - Autor del capítulo dedicado a Augusto Barcia Trelles, dentro del libro colectivo, Ateneístas Ilustres, coordinado por Ángeles Egido. Oberón, Madrid.
- 2008 - Autor del capítulo dedicado a la novela La Tribuna, de Emilia Pardo Bazán dentro del libro La novela histórica como recurso didáctico editado por el MEC.
- 2013 - Autor del prólogo del libro, de José Naveiras (Pepe el Ferreiro) Cuando los ferreiros forjan museos. Diario de un Quijote. Septem ediciones. Oviedo.
- 2013 - Coordinador del libro En torno a Fernando Vela, editado por el Servicio de Publicaciones de la Universidad de Oviedo, siendo autor del capítulo Vela desde la atalaya intelectual de Asturias. Oviedo.

## Libros
- 1990 - Azaña o el Sueño de la Razón. (Ensayo) Nerea. Madrid.
- 1998 - Días de Diarios. (Novela) Ediciones Trabe. Oviedo.
- 1999 - La España descabezada. (Ensayo) Alba Editorial Barcelona.
- 2000 - Último tren a Cuba. (Novela) Editorial Premura. Barcelona.
- 2001 - Tiempo de Castañas. (Selección de artículos publicados en prensa desde 1994 hasta 2001) Septem Ediciones. Oviedo.
- 2002 - La Asturias que emigró a América: Una injusticia poética. (Ensayo) Septem Ediciones. Oviedo.
- 2005 - Parte de Posguerra. (Novela) Septem ediciones. Oviedo, 2005. Desde marzo de 2005 hasta noviembre del mismo año se han publicado cinco ediciones y otra de bolsillo.
- 2005 - Buscando un Ortega desde dentro. (Ensayo) Septem ediciones. Oviedo.
- 2006 - Ortega y Asturias. (Ensayo) Septem ediciones. Oviedo.
- 2006 - Un tren a Cuba. (Novela) Coolbook. Oviedo.
- 2008 - Volver Selección de artículos periodísticos entre 2001- 2008. Septem Ediciones, Oviedo.
- 2012 - Pudorosa Penumbra (Novela). Septem ediciones. Asturias.
- 2016 - Desde la plaza del Carbayón (Relatos). Septem ediciones, Oviedo.
- 2016 - La reinvención del Quijote y la forja de la 2ª República. Editorial Renacimiento, Sevilla.
- 2019 - Testigo de un tiempo: 25 años de columnismo. Velasco Ediciones, Oviedo.[4][5][6][7][8][9][10]

## Publicaciones periodísticas

### Regionales
Fue colaborador habitual de las páginas de opinión y de cultura de diversos diarios locales: La Nueva España de Oviedo (1994-noviembre de 2013); La Opinión de Coruña y el Faro de Vigo (hasta noviembre de 2013); la revista asturiana "Atlántica"; columnista del diario El Comercio de Gijón (desde el 25 de noviembre de 2013 hasta su fallecimiento).

### Nacionales
- "El Sueño de la Razón" ("El Independiente” 3-XI-90).
- "El año de los Jueces" ("Diario 16". 30-XII-92).
- "A propósito de Azaña" ("El País".4-V.94).
- "La España Descabezada" ("El País" 18-XI-95).
- “El año de Ortega”. (“El País” 31-03-2014).
- “Azaña: Entre los fracasos y el desquite”. ("El País” 04-11-2015).

### Revista "Ínsula"
- Noviembre de 1990, en el monográfico dedicado a Azaña, con el artículo "Azaña y Ortega'".
- Mayo de 1995, reseña sobre las novelas de Martín Garzo, El Lenguaje de las Fuentes y Marea Oculta.
- Junio del 96, crítica de la novela de Luis Mateo Diez, Camino de Perdición.
- Junio de 2002. “Amor y Pedagogía de Unamuno 100 años después”

## Premios
- 1988, Premio "Fernando Vela" de Periodismo (Oviedo).
- 1992,  Mención Especial del "Premio de Ensayo de Filología Cervantina", por el trabajo, El Oro en la Plata. Cervantes en las generaciones del 98 y del 14. Sociedad Cervantina. Madrid.
- 1998,  Finalista del Premio “Café Gijón” con la novela Un Tren a Cuba.
- 2002,  Premio Libertad de expresión concedido por el periódico asturiano “La Voz del Occidente”.
- 2004,  Premio de la Asociación Manuel Azaña a la Lealtad Republicana.
- 2006,  Finalista del “Premio Alfredo Quirós”, convocado por la Librería Cervantes de Oviedo con el ensayo, Ortega y Asturias.
- 2014,  Premio Asturias de la crítica en la modalidad de columnismo literario, concedido por la Asociación de escritores de Asturias.